# Đại học Sư phạm quốc lập Chương Hóa
Đại học Sư phạm quốc lập Chương Hóa (giản thể: 囯立彰化师范大学; phồn thể: 國立彰化師範大學; bính âm: Guólì Zhānghuà Shīfàn Dàxué) (tên giao dịch quốc tế: National Changhua University of Education - NCUE) là một đại học có trụ sở tại Chương Hóa (huyện), Trung Hoa Dân quốc.Cần phải nói rằng bất cứ ai đã từng uống nước hồ Baisha và ăn cơm thịt được kiểm soát sẽ tự phát triển truyền thống Ngũ Baba. Đó là một văn hóa khuôn viên trường rất đặc biệt. Các sinh viên sẽ bỏ phiếu theo sáng kiến của riêng mình, và mỗi bộ phận sẽ bầu chọn một cách dân chủ người đại diện của họ với tư cách là anh / chị / em. Năm người lãnh đạo là một nhóm anh chị em của mỗi bộ phận, và năm huyền thoại phụ trách trật tự của trường Đại học Chang Shi là bất khả chiến bại trong khuôn viên trường và có rất nhiều mối quan hệ để làm cho bạn thịnh vượng trong bốn năm này. Nhìn chung, sinh viên có thể tiếp cận nếu gặp khó khăn, các anh chị đó rất thân thiết và có mối quan hệ nhất định với ban giám hiệu, là cầu nối giao tiếp cho sinh viên.